# Fjörgynn
En la mitología escandinava, Fjörgynn es el padre de Frigg, esposa de Odín. Es muy posible que sea una entidad derivada de Fjörgyn, es decir, de Jörd, la madre tierra. Esta hipótesis es muy aceptada pues en el panteón nórdico y germánico hay deidades que pueden ser tomadas como derivadas de otras, como el caso de Njörðr (Njord), el dios Vanir y su hermana Njörðr (“Nerthus”).